# Religion i Bulgarien
Religionen i Bulgarien domineras av Östortodox kristendom. 82,6 procent av befolkningen tillhör den bulgarisk-ortodoxa kyrkan. Resten är 12,2 procent muslimer, 0,6 procent katoliker och 0,4 procent protestanter. Omkring 2 832 Jehovas vittnen är verksamma i 57 församlingar. Enligt siffror från 2001 är de olika religiösa grupperna fördelade enligt:
| Religiösa grupper   | Befolkning |
| ------------------- | ---------- |
| Bulgarisk-ortodoxa  | 6 552 751  |
| Muslimer            | 966 978    |
| Katoliker           | 43 811     |
| Protestanter        | 42 308     |
| Övriga              | 14 937     |
| Ej självdefinierade | 283 309    |
| Ej visade           | 24 807     |
| Totalt              | 7 928 901  |

## Bulgarisk-ortodoxa kyrkan

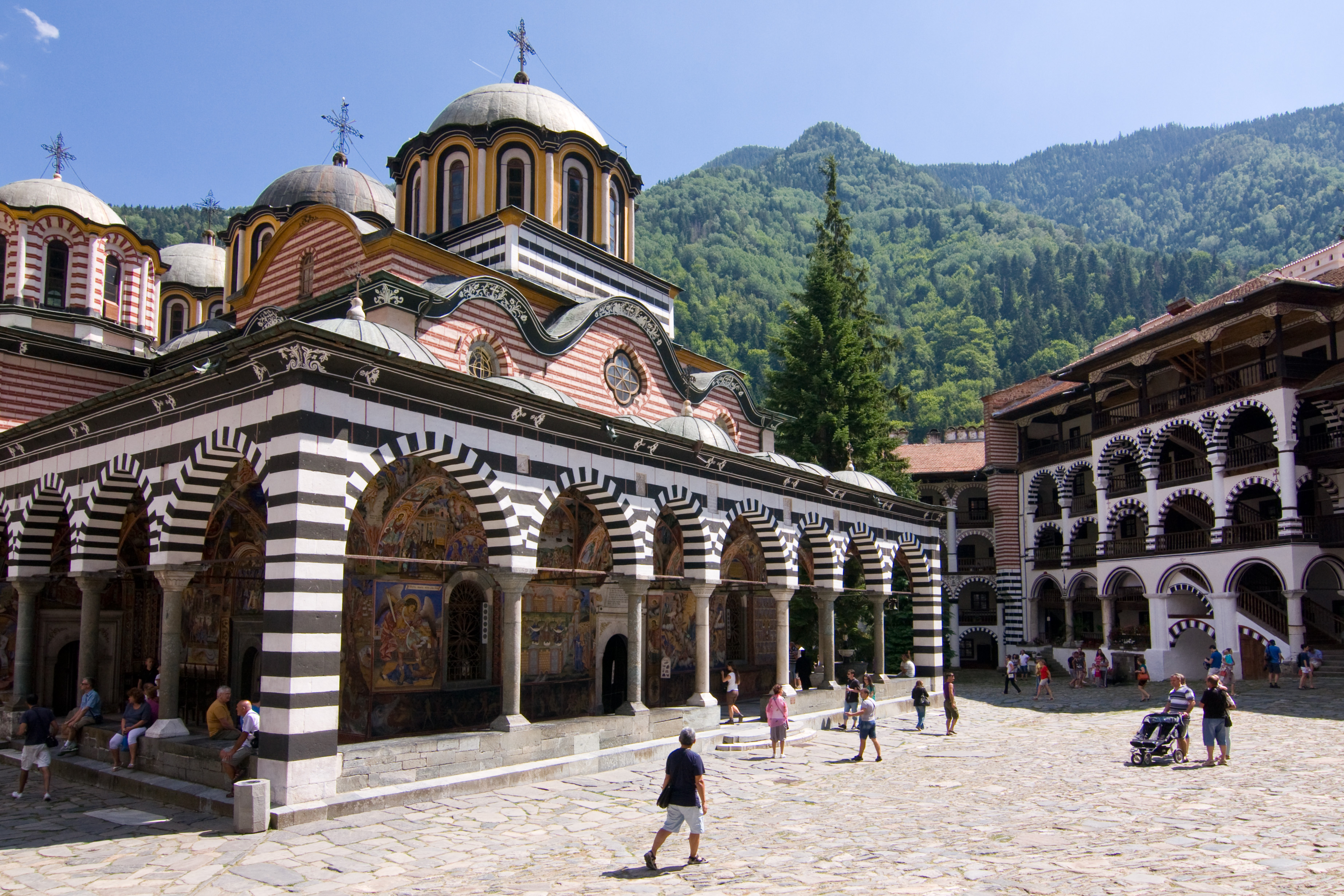
Rilaklostret i Rilabergen.

De flesta medborgare i Bulgarien (82,6 procent av befolkningen) är åtminstone till namnet medlemmar i Bulgarisk-ortodoxa kyrkan, som grundades 870 och blev autokefal 927. Många yngre människor som växte upp under de 45 åren med kommunistiskt styre räknar sig dock inte som religiösa.
Bulgariska ortodoxa kyrkan är en självständig nationell kyrka, liksom alla andra nationella grenar av ortodoxa kyrkan. Kyrkan har degraderats till en underlägsen ställning inom den grekisk-ortodoxa kyrkan två gånger, dels under perioden av bysantinsk överhöghet 1018-1185, dels under den osmanska eran 1396-1878, men den har återupplivats som en symbol för bulgarisk nationalism. 
2001 hade Bulgarisk-ortodoxa kyrkan totalt 6 552 000 medlemmar i Bulgarien fördelade på följande elva stift:
- Vidins stift (Видинска епархия).
- Vratsas stift (Врачанска епархия).
- Lovetjs stift (Ловчанска епархия).
- Veliko Tărnovos stift (Търновска епархия).
- Dorostols och Tjervens stift (Доростоло-червенска епархия) (med säte i Ruse).
- Varnas och Preslavs stift (Варненско-преславска епархия) (med säte i Varna).
- Slivens stift (Сливенска епархия).
- Stara Zagoras stift (Старозагорска епархия).
- Plovdivs stift (Пловдивска епархия).
- Sofias stift (Софийска епархия).
- Nevrokops stift (Неврокопска епархия).

## Islam

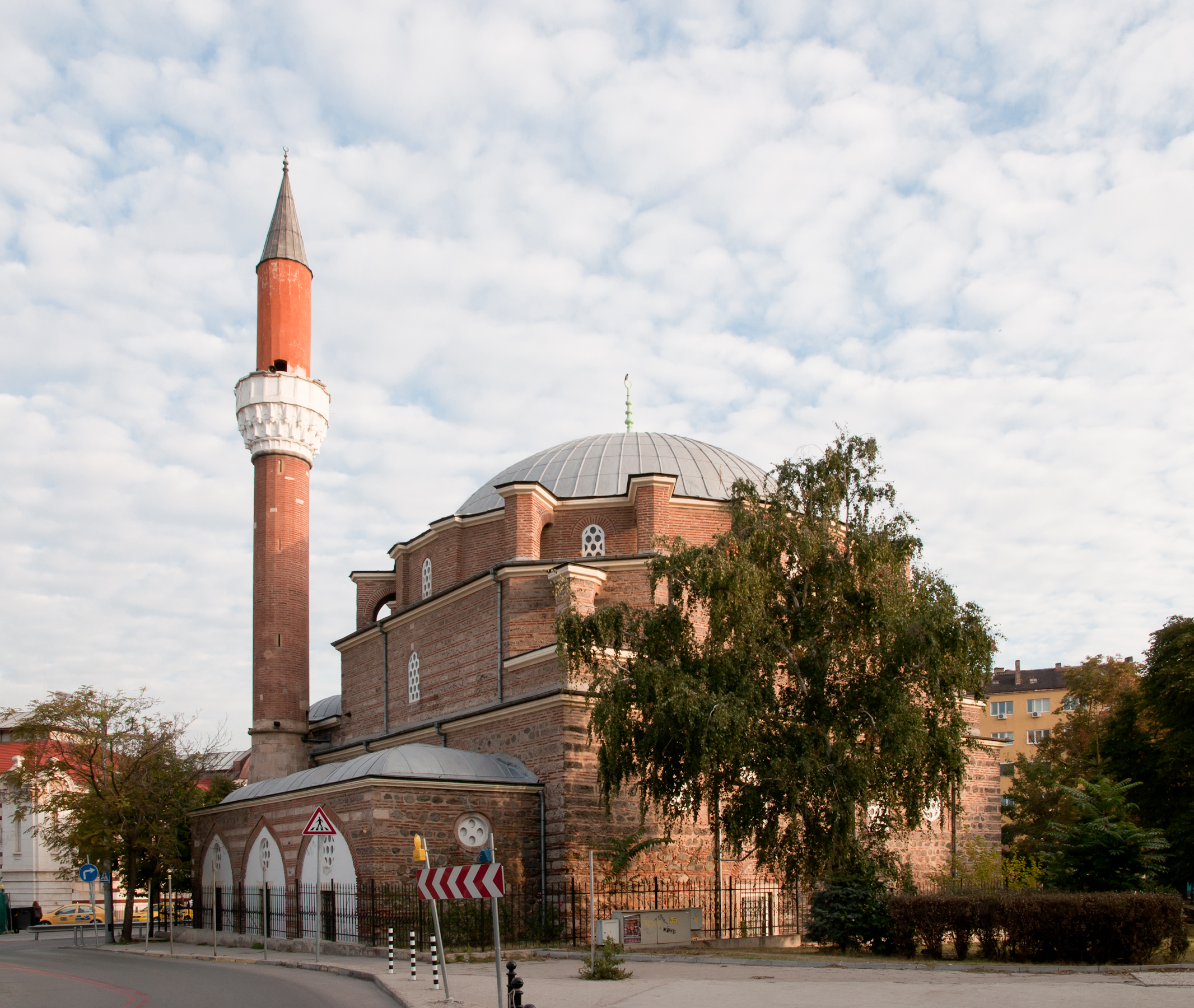
1500-talsmoskén Banja Basji, uppförd 1576 av den store osmanske arkitekten Sinan, är den enda moské från den osmanska perioden som fortfarande är i bruk i Sofia, Bulgariens huvudstad.

Islam kom till Bulgarien mot slutet av 1300-talet efter att landet erövrats av osmanerna. Under 1400- och 1500-talet växte islam i styrka genom inflyttning av turkar och konvertering av infödda bulgarer. När Bulgarien 1878 blev självständigt var inte mindre än 40 procent av befolkningen muslimer. Andelen har minskat kraftigt sedan dess, mestadels genom emigration. 2001 fanns 967 000 muslimer i Bulgarien (12,2 procent av befolkningen).

## Katolska kyrkan

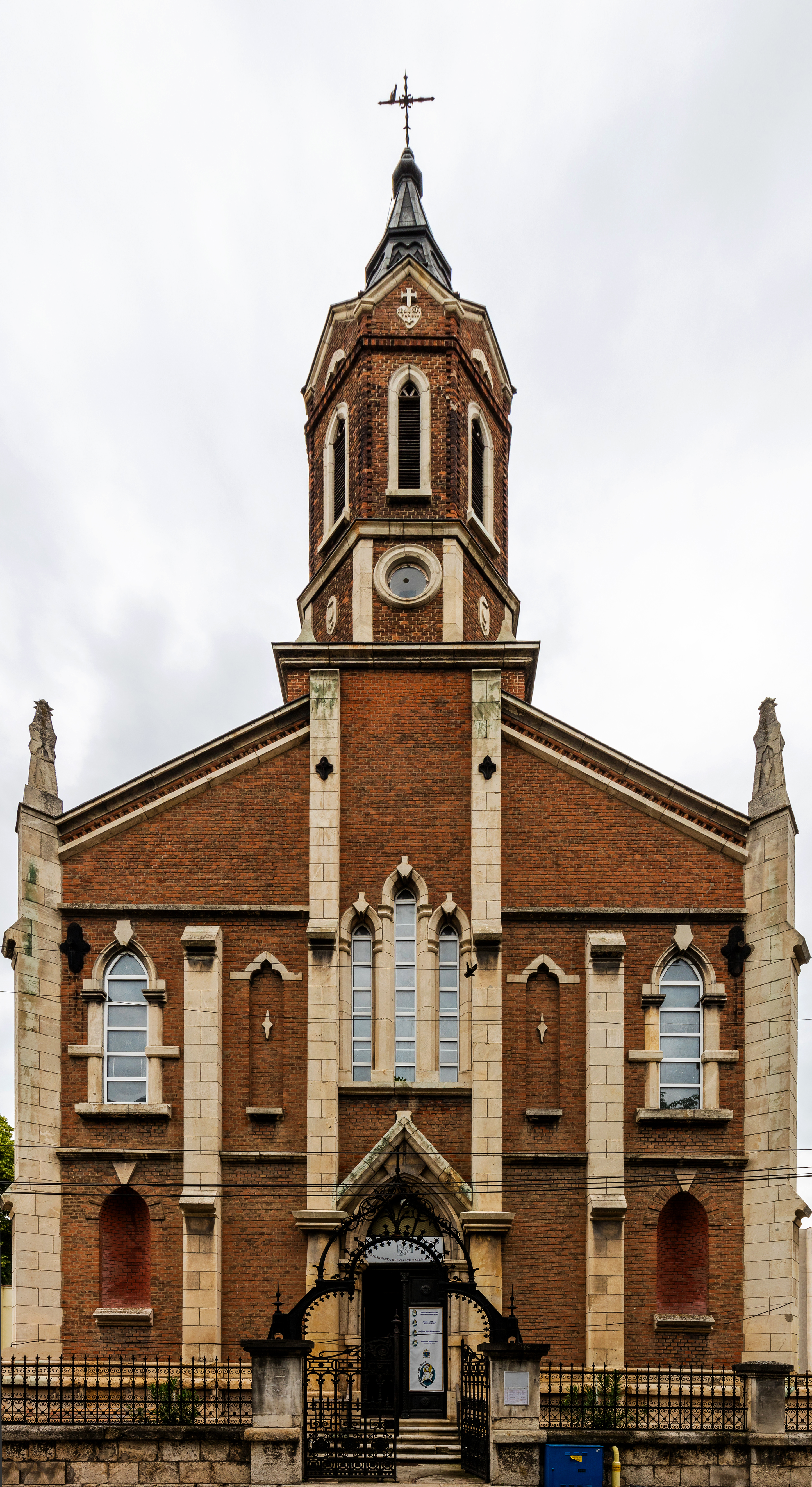
Romersk-katolska kyrkan St. Paul i staden Ruse.

Under 1500- och 1600-talen omvände missionärer från Rom de bulgariska bogomilerna i regionerna Plovdiv och Svisjtov till katolicismen. Ättlingarna till dessa bildar nu merparten av Bulgariens katoliker, som uppgick till 44 000 år 2001.

## Protestantismen
Protestantismen infördes i Bulgarien av missionärer från USA 1857-58. Metodisterna kom att växa sig starkast i norra Bulgarien medan kongregationalisterna dominerade i södra delen av landet. Senare gick dessa båda trossamfund samman i Bulgariens evangeliska välgörenhetssällskap som senare kom att bli Evangeliska kyrkoförbundet.
Missionsarbetet fortsatte under andra hälften av 1800-talet och första hälften av 1900-talet. Olika protestantiska församlingar och missionsorganisationer byggde kyrkor, skolor, vårdcentraler och ungdomsgårdar och spred bibelöversättningar och annan andlig litteratur. 1921 introducerades pingstväckelsen av ryska invandrare och pingstförsamlingar bildades i Sofia, Varna, Sliven och Pleven. Sjundedagsadventisterna började sin mission i Dobrudzjaregionen varifrån man spred sin verksamhet till Tutrakan, Ruse, Sofia och Plovdiv. Under kommunisttiden förföljdes man svårt och misstänkliggjordes på grund av sina många kontakter med västerländska trossyskon. 1949 anklagades 31 pastorer för amerikansk spioneriverksamhet, all kyrklig egendom beslagtogs av staten och möjligheterna att verka försvårades radikalt.
Efter Zjivkovregimens fall 1989 infördes åter religionsfrihet i Bulgarien. Med stöd av västerländsk missionsverksamhet bröt en stor väckelse fram och sedan dess har antalet protestanter i Bulgarien fördubblats och uppgår nu till cirka 50 000, varav omkring hälften är etniska romer. Den största evangeliska trosriktningen är den bulgariska pingströrelsen med mellan 5 000 och 6 000 troendedöpta medlemmar som 1991 hade 36 pastorer fördelade på 43 församlingar och ambitionen att starta bibelskola i Ruse. Samma år hade Adventkyrkan 3 500 bulgariska medlemmar, varav två tredjedelar var ungdomar. Man hade begränsad möjlighet att verka under kommunisttiden och ett tjugotal församlingar med 40 pastorer fortsatte att bedriva verksamhet under denna era. Sjundedagsadventisterna Reformationsrörelsen förbjöds dock på grund av sin pacifistiska hållning och flera medlemmar fängslades på grund av vapenvägran.

## Galleri

Alexander Nevskij-katedralen i Sofia är en av de största östortodoxa kyrkorna i Europa.

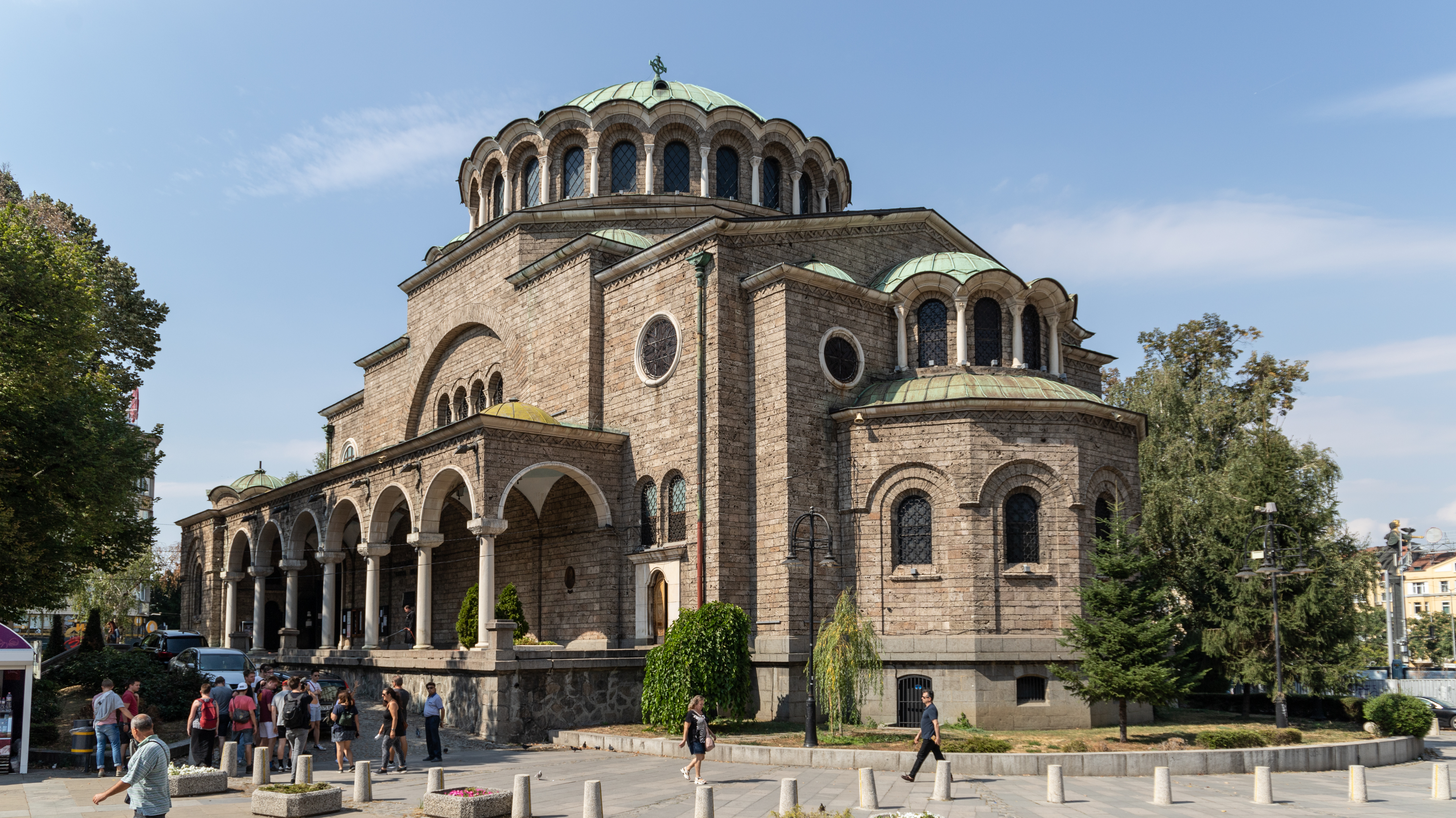
Sveta Nedelja-kyrkan i Sofia.